# Anton Ivarsson (skidskytt)
Anton Ivarsson, född 27 januari 2001, är en svensk skidskytt  tävlande för Tullus SG.
Vid Europamästerskapen i skidskytte 2023, i Lenzerheide var Ivarsson med i det lag som tog brons i mixstafetten. Han bildade lag tillsammans med Tilda Johansson, Stina Nilsson och Malte Stefansson.
Tävlingarna i Östersund säsongen 2022/23 blev Ivarsson debut i världscupen. 
Vid Europamästerskapen i skidskytte i slovakiska Osrblie 2024 tog Ivarsson guld i singelmixstafett tillsammans med Sara Andersson.